# Erioptera (Erioptera) setipennis
Erioptera (Erioptera) setipennis is een tweevleugelige uit de familie steltmuggen (Limoniidae). De soort komt voor in het Afrotropisch gebied.